# Oberursel U.0
L'Oberursel U.0 era un motore aeronautico rotativo a sette cilindri raffreddati ad aria, prodotto dall'azienda tedesco imperiale Motorenfabrik Oberursel negli anni dieci del XX secolo.
Realizzato su licenza dal Gnome Lambda sviluppato dall'azienda francese Gnome et Rhône, ottenuta dalla Oberursel prima dell'avvio del conflitto, l'U.0 era caratterizzato da una disposizione radiale a singola stella dei cilindri e dalla presenza di un'unica valvola a fungo per ogni cilindro.
L'Oberursel U.0 era così designato in base alla potenza nominale erogata in ottemperanza alla normativa introdotta dall'Idflieg, in quanto andava ad occupare la fascia di potenza nominale fino agli 80 PS (59 kW).

## Velivoli utilizzatori
(lista parziale)
 Germania
- Fokker M.5
- Fokker M.7
- Fokker M.10
- Fokker D.VI
- Fokker K.I
- Hansa-Brandenburg W.20
- Pfalz A.I
- Pfalz E.I
- Schütte-Lanz D.I